# Gerbillus vivax
Gerbillus vivax — вид гризунів з підродини піщанкових; відомий лише з Лівії.